# Vương Đạo

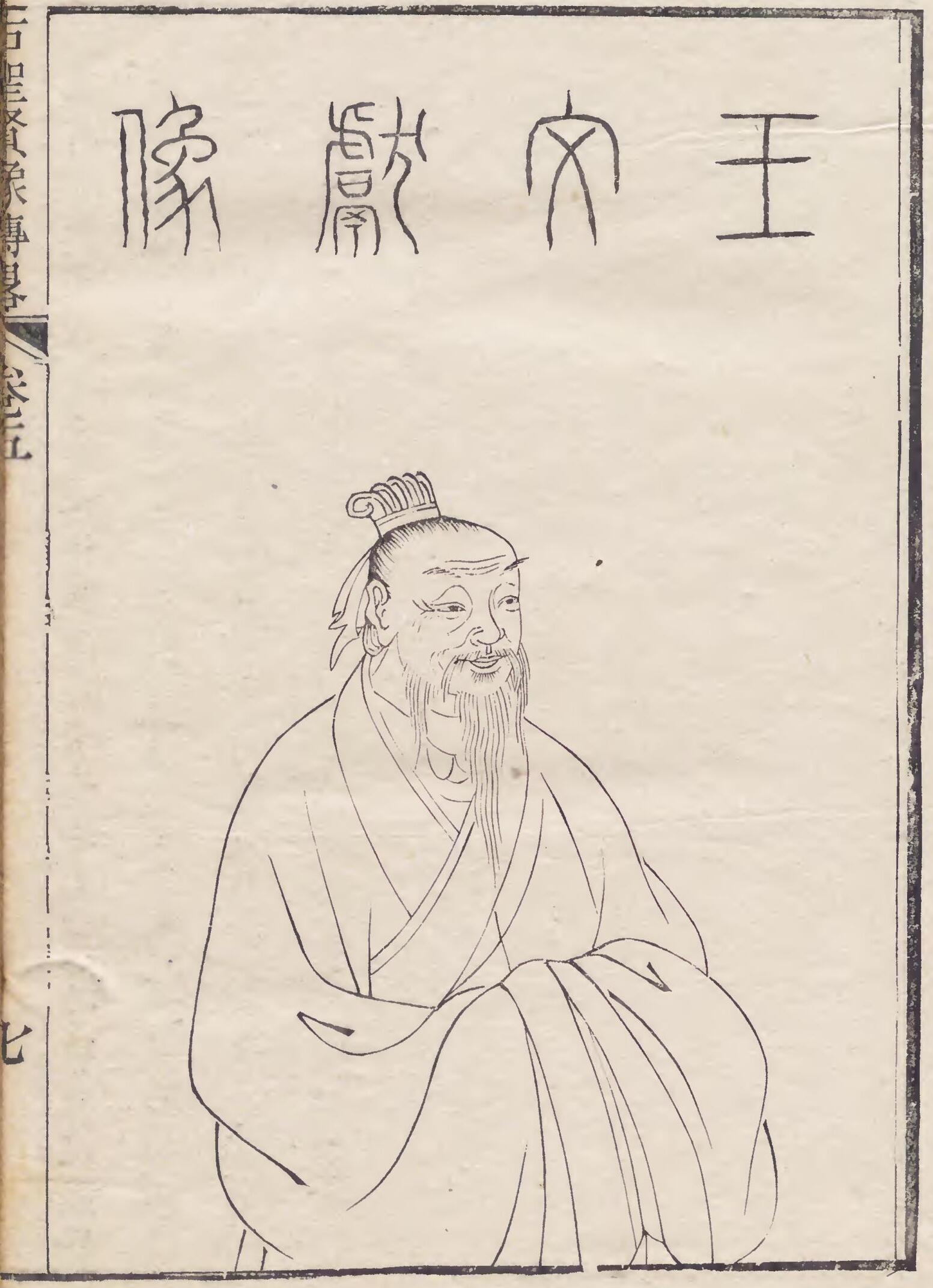
Vương Đạo

Vương Đạo (chữ Hán: 王導, 276 - 339), tên tự là Mậu Hoằng (茂弘), nguyên quán ở huyện Lâm Nghi, tỉnh Sơn Đông, là đại thần, tể tướng dưới thời Đông Tấn trong lịch sử Trung Quốc. Xuất thân trong một gia đình thế tộc, Vương Đạo từ nhỏ đã tỏ ra là người có học thức và tài năng. Vào lúc tám vương làm loạn, Vương Đạo kết thân với tông thất nhà Tấn là Lang Nha vương Tư Mã Duệ (276 - 323) và đi theo phò tá ông ta.
Năm 307, Vương Đạo và Tư Mã Duệ vì muốn tránh thế cục hỗn tạp ở Trung Nguyên nên về miền nam, xây dựng lực lượng ở vùng Kiến Nghiệp. Vương Đạo cùng anh họ là Vương Đôn ra sức theo phò và tranh thủ sự ủng hộ của các quý tộc miền nam cho Tư Mã Duệ. Cuối đời Vĩnh Gia, Vương Đạo nhận chức thái thú Đơn Dương rồi Phụ quốc tướng quân, Ninh Viễn tướng quân, sau lại đổi thành Chấn Uy tướng quân.
Sang năm 318, Tây Tấn bị tiêu diệt, Tư Mã Duệ lên ngôi hoàng đế ở miền nam, lập ra nhà Đông Tấn (317 - 420), Vương Đạo trở thành đại thần có uy vọng, được ban chức Thái phó rồi Thị trung, Tư không, Lục thượng thư, ngang quyền với tể tướng. Lúc anh họ Vương Đôn khởi loạn chống lại triều đình, Vương Đạo vẫn một lòng phò trợ Tấn Nguyên Đế. Sau khi Tấn Minh Đế lên kế vị, Vương Đạo trở thành người phụ chính, giữ chức Trung thư lệnh, thứ sử Dương châu, tước Thủy Hưng quận công, đồng thời được ban vinh dự to lớn là được đem kiếm lên điện, nhập triều không xưng tên,...
Thời gian nắm quyền ở miền nam, Vương Đạo chủ trương: Cứ bình tĩnh rồi tình hình sẽ tự yên do đó chỉ tập trung xây dựng thế lực và giữ gìn bờ cõi, không có ý khôi phục lại Trung Nguyên. Năm 339, ông qua đời, hưởng thọ 64 tuổi, được truy tặng là Thủy Bình Văn Hiến công và được an táng với nghi lễ long trọng.

## Thân thế và thời trẻ
Vương Đạo vốn xuất thân trong một gia đình vọng tộc, nhiều đời làm quan trong triều đình. Tổ phụ của ông là Vương Lãm, dưới thời nhà Tấn giữ chức Quang Lộc đại phu, được phong tước Tức Khâu tử. Cha ông là Vương Tài, làm quan đến chức Trấn quân tư mã. Sử cũ không cho biết mẹ của Vương Đạo là ai. Ông chào đời vào năm 276, dưới thời Tấn Vũ Đế.
Vương Đạo từ nhỏ đa tỏ rõ là người thông minh, có tài năng. Năm ông lên 4 tuổi, người quận Trần Lưu là Cao Sĩ Trương gặp được ông đã dành cho lời đánh giá rất cao: Coi phong mạo, chí khí này là có khí làm tướng.
Sau khi cha mất, Vương Đạo lên tập tước Tức Khâu tử. Sau, ông được Tư không Lưu Thực tiến dẫn lên chức Đông các tế tửu, Bí thư lang, Thái tử xá nhân nhưng ông không chịu đến làm việc. Mãi sau, Vương Đạo mới đi theo dưới trướng Đông Hải vương Tư Mã Việt, một thân vương có thế lực, sau này tham gia vào loạn bát vương.

## Theo phò Lang Nha vương
Từ khi bước chân vào chính trường, Vương Đạo làm quen và kết thân với người trong tông thất nhà Tấn là Lang Nha vương Tư Mã Duệ, cháu chắt của Tấn Tuyên Đế và hai bên thân thiện với nhau.
Từ năm 293, triều đình nhà Tấn bắt đầu rối loạn và đi xuống bởi sự tranh giành trong cung đình, cuối cùng loạn bát vương nổ ra làm đất nước phát sinh nội loạn. Vương Đạo có chí trung hưng xã tắc. Lúc Tư Mã Duệ ở thành Lạc Dương bị các thế lực khác uy hiếp, Vương Đạo nhiều lần khuyên Tư Mã Duệ bỏ Trung Nguyên trở về Lang Nha quốc. Ông cũng nhận được sự tín nhiệm và tin tưởng của Tư Mã Duệ. Đến năm 306, Đông Hải vương Tư Mã Việt muốn lấy lòng Tư Mã Duệ bèn phong cho làm Bình Đông tướng quân, Giám Từ châu chư quân sự và đóng ở Hạ Bi, Vương Đạo được bổ làm An Đông tư mã cho Tư Mã Duệ.
Vương Đạo cũng ra sức mời người theo phò Tư Mã Duệ, trong đó điển hình là anh họ của ông, Vương Đôn.

## Xây dựng thế lực ở Giang Nam
Tháng 9 năm 307, thúc phụ của Tư Mã Duệ là Đông An vương Tư Mã Do bị Tư Mã Dĩnh, người đang khống chế triều đình giết chết. Tư Mã Duệ sợ bị liên lụy, cuối cùng nghe theo lời Vương Đạo, quyết định về nam, đến vùng Kiến Nghiệp. Khi Tư Mã Duệ đến Kiến Nghiệp cũng không phải là người có tiếng tăm, nên đến một tháng vẫn không có ai đến chào mừng. Vương Đạo cảm thấy thất vọng nên tìm cách tăng cao uy tín cho Tư Mã Duệ đối với người dân Giang Nam. Đến tháng 3 năm 308, Vương Đạo và Vương Đôn mời thêm các sĩ tộc ở phương bắc cùng đi theo Tư Mã Duệ xuất hành ra ngoài. Sĩ tộc ở Giang Nam thấy vậy phải nể sợ. Vương Đạo lại khuyên Tư Mã Duệ hãy trọng dụng sĩ tộc miền nam. Tư Mã Duệ nghe theo, bèn phong cho Hạ Tuần và Cố Vinh là hai người dẫn đầu sĩ tộc Giang Nam làm Ngô quốc nội sử và An Đông quân tư mã, sau đó tiếp tục bổ nhậm nhiều sĩ tộc ở Giang Nam. Do đó dân chúng Giang Nam quy phục Tư Mã Duệ. Đương thời, trong dân gian lưu truyền câu: Vương cùng Mã là nên thiên hạ.
Năm 311 quân Hán Triệu ở phía bắc tiến quân xuống miền nam, bắt sống Tấn Hoài Đế. Trung Nguyên lâm vào tình trạng hỗn loạn. Nhiều sĩ tộc ở miền bắc di cư xuống phía nam tị nạn. Vương Đạo khuyên Tư Mã Duệ nên hợp tác với cả sĩ tộc miền bắc và tiếp tục bổ dụng người tài giỏi để phát triển thế lực. Không bao lâu sau, các miền Kinh châu, Dương châu lại ổn định, dân chúng sung túc. Tư Mã Duệ càng kính trọng Vương Đạo, có lần đã nói với ông rằng: Khanh giống như Tiêu Hà của ta vậy, còn quan lại ở Giang Nam gọi ông là trọng phụ.
Sang thời Tấn Mẫn Đế, thế lực của Tư Mã Duệ ngày càng lớn, được triều đình phong cho chức Thừa tướng. Vương Đạo cũng được phong làm Thái thủ Đơn Dương, Phụ quốc tướng quân, sau đổi làm Ninh Viễn tướng quân, sau lại đổi làm Chấn Uy tướng quân. Mẫn Đế ở Trường An nghe tiếng của Vương Đạo, cũng từng muốn triệu ông vào triều làm Lại bộ lang nhưng ông không nhận.
Năm 316, Tấn Mẫn Đế bị quân Hán Triệu bắt, toàn bộ miền bắc bị mất. Sang năm 317, Tư Mã Duệ lên làm Tấn vương ở Kiến Khang, phong cho Vương Đạo làm Thừa tướng quân tế tửu. Hoàn Di khi về nam thường than thở triều đình bạc nhược, đến khi gặp được Vương Đạo thì lập tức trở nên vui mừng bảo rằng: Được thấy Quản Di Ngô, không còn lo buồn nữa, có ý so sánh ông với Quản Trọng giúp Tề Hoàn công thời Xuân Thu.
Không lâu sau, Vương Đạo tiếp tục được thăng làm Hữu tướng quân, thứ sử Dương châu, Giám Giang Nam chư quân sự rồi Phiêu kị tướng quân, Tán kị thường thị, Đô đốc trung ngoại chư quân và sau nữa là Trung thư giám, Lục thượng thư sự, Giả tiết... nhưng ông thấy rằng Vương Đôn nắm giữ được 6 châu thế lực to lớn, sợ bị dính vào nên từ chối chức Trung ngoại đô đốc.
Sĩ tộc ở miền bắc đến phủ của Chu Nghĩ, nhớ tới cảnh mất nước bèn khóc than thảm thiết. Vương Đạo tỏ ra không vừa ý. Các sĩ tộc miền bắc không khóc nữa mà đưa nhau đến bái lạy ông. Vương Đạo càng ra sức khuyến khích việc học và tuyên dương lễ nhạc giáo hóa, được Tư Mã Duệ tán thành.

## Những năm đầu Đông Tấn
Năm 318, Tư Mã Duệ chính thức xưng đế ở miền nam, tức là Tấn Nguyên Đế (318 - 323). Nguyên Đế mời Vương Đạo cùng ngồi với mình. Ông lấy lẽ vua tôi mà từ chối. Cùng năm đó, Nguyên Đế thăng Vương Đạo làm Phiêu kị đại tướng quân, Nghi đồng tam ti, tước Vũ Cương hầu.
Sang năm 319, Vương Đạo được thăng làm Thị trung, Tư không, Giả tiết, Lục thương thư, Trung thư giám. Sau đó, thái thú Thái Sơn Từ Kham chống lại triều đình, Tấn Nguyên Đế theo lời tiến cử của Vương Đạo, sai Thái tử Tả vệ suất Dương Giám ra đánh dẹp, nhưng bị đánh bại. Vương Đạo dâng biểu tạ tội xin tự giáng chức, Nguyên Đế không đồng ý. Cùng năm đó, thái tử thái phó Hạ Tuần mất, Vương Đạo được phong lên thay chức đó.
Vương Đạo lại thiết lập cơ cấu chính quyền. Hữu ti có lần tấu lên rằng Hiếu Hoài thái tử bị quân Hán Triếu giết hại, đề nghị Tấn Nguyên Đế để tang và quần thần khóc tang. Vương Đạo chấp nhận ý này.
Năm 322, do mẫu thuẫn với triều đình, Vương Đôn chính thức khởi binh làm loạn ở Vũ Xương, được Long Tương tướng quân Thẩm Sung hưởng ứng. Tấn Nguyên Đế tức giận, bèn cho triệu Đới Uyên và Lưu Ngỗi về Kiến Khang bàn kế đối phó. Khi Lưu Ngỗi đến nơi, được trăm quan đón ở đất Đạo. Khi Lưu Ngỗi vào triều, lại cùng Điêu Hiệp khuyên Tấn Nguyên Đế diệt tộc Vương thị, trong đó có Vương Đạo.
Vương Đạo nghe tin Vương Đôn khởi binh, bèn dẫn con em là Trung lĩnh quân Vương Thúy, Tả vệ tướng quân, Thị trung Vương Khản, Vương Bân... tổng cộng 12 người vào cung thỉnh tội, thì gặp Chu Nghĩ. Ông nói với Nghĩ rằng:
Bá Nhân (tự của Nghĩ), nay trăm người trông vào ông.
Chu Nghĩ nghe nói động lòng, bèn thượng biểu lên Nguyên Đế rằng Vương Đạo vô tội. Tuy nhiên Vương Đạo không biết việc này, mà trong lúc yến tiệc ở phủ Chu Nghĩ, nghe Ngỗi nói về việc diệt giặc, tưởng rằng muốn ám chỉ mình, nên ông oán hận Nghĩ.
Cuối cùng Tấn Nguyên Đế không truy cứu Vương Đạo, lại phong cho ông làm Tiền phong Đại đô đốc, cùng Đới Uyên làm Phiêu kị tướng quân để cùng chống Vương Đôn vào tháng 3 năm 322., tuy nhiên không thể chống lại được. Vương Đạo cùng Điêu Hiệp, Lưu Ngỗi, Đới Uyên, Chu Nghĩ, Quách Dật và Ngu Đàm bị Vương Đôn đánh bại. Vương Đôn sau đó nhanh chóng kéo binh về Kiến Khang, nắm giữ triều đình, tự xưng làm Thừa tướng, lại phong cho Vương Đạo làm Thượng thư lệnh. Vương Đôn lại có ý lật đổ Nguyên Đế để lên ngôi nhưng Vương Đạo từ chối, lấy lý lẽ ra đối đáp làm Vương Đôn không nói gì được nữa.
Vương Đôn vào kinh, hỏi Vương Đạo rằng có nên cho Chu Nghĩ làm Phủ ứng tam ti hay Thượng thư lệnh, Bộc xạ nhưng Vương Đạo đều không trả lời. Đôn lại hỏi có nên giết Chu Nghĩ không, Đạo cũng không nói, Đôn bèn giết Chu Nghĩ. Sau đó Vương Đạo mới biết việc Chu Nghĩ giúp mình thoát chết, bèn khóc to mà nói rằng: Tuy ta không giết Bá Nhân, nhưng Bá Nhân lại vì ta mà chết.
Sau khi Vương Đôn rời Kiến Khang, Vương Đạo tiếp tục ở lại triều đình. Ông tiếp tục dâng biểu lên Nguyên Đế, cho rằng từ đời Hán, Ngụy, việc ban thụy hiệu đều là do có tước vị, nhiều người tài đức nhưng không được ban tước thì không có thụy, nên xin Nguyên Đế truy tặng thụy hiệu cho các công khanh khi họ mất không nhất thiết phải có tước vị, từ đó về sau việc này được tiến hành rộng rãi.

## Trong loạn Tô Tuấn
Năm 323, Tấn Nguyên Đế chết, thái tử Tư Mã Thiệu lên ngôi vua, tức là Tấn Minh Đế. Lúc Nguyên Đế còn sinh thời từng thương yêu người con thứ là Lang Nha vương Tư Mã Bầu, muốn phế Thiệu mà lập Bầu làm thái tử, nhưng Vương Đạo cực lực khuyên gián nên Thiệu mới giữ được ngôi thái tử. Khi Minh Đế lên ngôi, bèn thăng ông lên làm Tư đồ. Sang năm 324, Vương Đôn khởi loạn lần thứ hai trong lúc sắp hấp hối, Vương Đạo bèn lập kế đưa con em ra để tang làm cho quân sĩ nhà Tấn trở nên phấn khích. Cùng năm đó, Minh Đế dẹp xong loạn Vương Đôn, thăng ông làm Thứ sử Dương châu, tước vị Thủy Hưng quận công, thực ấp 3000 hộ, sau lại thăng làm Thái bảo, Tư đồ như cũ và ban cho vinh dự lớn là nhập triều không xưng tên, tán bái không được gọi tên, được mang kiếm lên điện. Vương Đạo từ chối.
Khi Tấn Minh Đế sắp mất, Vương Đạo và Dữu Lượng (anh của Dữu hoàng hậu) được nhận di chiếu và trở thành người phụ chính cho vua mới là Tư Mã Diễm (Tấn Thành Đế), được ban kiếm dài 20 phân. Những năm đầu thời Tấn Thành Đế, Thạch Lặc xâm lấn Phụ Lăng, Vương Đạo được phong làm Đại tư mã, Hoàng Việt xuất quân thảo phạt, cuối cùng đánh tan được quân Hậu Triệu.
Tấn Thành Đế (327 - 342) lên ngôi khi mới 4 tuổi, Thái hậu Dữu thị lâm triều chấp chính, Vương Đạo tiếp tục phụ chính cho hoàng đế nhỏ tuổi. Năm 327, Dữu Lượng nhận thấy Tô Tuấn ở vùng Lịch Dương khinh thường triều đình nên muốn triệu về kinh trừ đi, bèn nhân danh Thành Đế, phong cho Tô Tuấn làm Đại tư nông, Tán kị thường thị, để lừa về triều. Vương Đạo nhận thất Tô Tuấn là người âm hiểm, tất sẽ không chịu nghe chiếu nên khuyên Dữu Lượng hãy khoan động binh, nhưng Dữu Lượng cũng không nghe. Ông lại cùng Biện Hồ, Ôn Kiệu cực lực khuyên ngăn cũng không có kết quả.
Tô Tuấn nhiều lần gửi thư về triều từ chối chức quan, Dữu Lượng không chịu và lại triệu quân đội phòng bị, phong cho Bắc Trung lang tướng Quách Mặc làm Hậu tướng quân, Đồn kị giáo úy, em Lượng là Tư đồ tả trưởng sử Dữu Băng làm Ngô quốc nội sử để phòng bị Tô Tuấn, làm cho Tô Tuấn vào đường cùng, quyết định lấy danh nghĩa thảo phạt Dữu Lượng, xuất binh vào cùng năm đó. Tô Tuấn còn liên kết với Tổ Ước, đưa quân lần lượt tiêu diệt các cánh quân của Đào Phức, Tư Mã Lưu... ra sức cướp bóc, giết chóc và khống chế triều đình.
Vương Đạo cử tham quân Viên Đam đến dụ bè đảng của Lô Vĩnh, nhưng việc không thành. Thượng thư tả thừa Khổng Thản và Tư đồ Tư Mã Đào lại khuyên Vương Đạo và Dữu Lượng nên nhân lúc Tô Tuấn chưa đến Kiến Khang hãy phong tỏa Phụ Lăng trước để nắm thế chủ động, Vương Đạo đã đồng ý nhưng Dữu Lượng không nghe. Sau đó, Tô Tuấn liên tiếp giành thắng lợi, đoạt được Cô Thục, lấy được nhiều của cải rồi hướng về Kiến Khang, lúc đó Dữu Lượng mới hối hận.
Năm 328, Tô Tuấn tiến đánh Kiến Khang, sắp tiến vào cung. Vương Đạo bảo Thị trung Trử Sáp:
Chí tôn đang ở chánh điện, ông phải mau chóng đến bảo vệ..
Trử Sáp vâng lệnh, đi vào cung, ẵm Thành Đế (lúc đó mới 5 tuổi) lên điện. Sau đó Vương Đạo cũng vào cung, cùng Quang Lộc đại phu Lục Diệp, Hữu vệ tướng quân Lưu Siêu, Thái thường Khổng Du... đứng hầu bên ngai vàng, bảo vệ hoàng đế.
Tô Tuấn vào đến Kiến Khang, ra sức làm những điều bạo ngược, tuy nhiên không hỏi đến tội của Vương Đạo và Dữu Lượng mà vẫn cho giữ nguyên chức cũ. Các tướng của Tuấn là Lộ Vĩnh, Khuông Thuật và Giả Ninh khuyên Tuấn nên giết Vương Đạo và các đại thần trong triều, nhưng do Tô Tuấn kính trọng Vương Đạo, vì thế không nghe.
Thấy Lộ Vĩnh bắt đầu có ý phản lại Tô Tuấn, Vương Đạo bèn phái tham quân Viên Đam đến thuyết phục Lộ Vĩnh liên kết với minh, cùng nhau đưa hoàng đế ra ngoài cung rồi lấy danh nghĩa thảo phạt Tô Tuấn, nhưng quân thủ vệ của Tô Tuấn phòng bị nghiêm mật, cuối cùng sự việc không thành, Vương Đạo phải cùng hai con và Lộ Vĩnh bỏ trốn sang Bạch Thạch. Tuy nhiên cũng trong lúc đó, Dữu Lượng, Ôn Kiệu, Đào Khản hợp quân cần vương, trong khi Tô Tuấn đã rời khỏi kinh thành. Vương Đạo biết được, mượn di chiếu của Dữu thái hậu (vốn đã chết vào tháng 3 năm đó) kêu gọi quan lại các nơi cứu thiên tử. Tô Tuấn bị bại trận liên tục, rồi bị giết vào tháng 8 năm đó, em là Tô Dật lên nắm giữ binh quyền.

## Thừa tướng nhà Tấn
Năm 329, Tô Dật bại trận bị bắt, loạn Tô Tuấn chấm dứt. Lúc bấy giờ thành Kiến Khang chỉ còn là một đống hoang tàn, tông miếu cung thất bị hủy hoại, Ôn Kiệu thượng biểu xin dời đô về Dự Chương, song Vương Đạo vẫn kiên trì quyết định giữ đô ở Kiến Khang không dời đổi.
Năm 332, mùa đông, Tấn Thành Đế ban cho Vương Đạo làm lễ tế thần, Vương Đạo lấy cớ bị bệnh mà từ chối. Lúc đó Thành Đế chưa trưởng thành, khi gặp Vương Đạo đều dùng lễ bái đối với ông. Chiếu lệnh trong triều thường do Vương Đạo kiến nghị, gọi là hoàng khủng ngôn. Khi ban chiếu lệnh cho Vương Đạo đều có chữ kính vẫn từ đó thành thông lệ, mãi đến khi Thành Đế thân chính mới thôi.
Vương Đạo tính tình tiết kiệm, trong nhà không thường chứa nhiều lương thực, áo quần mặc cũng rất giản dị. Tấn đế biết vậy, bèn cấp tiền cho ông chi xài. Khi ông có bệnh không thể vào triều đường, đế đều đến phủ, cùng uống rượu và chơi nhạc với ông. Sau vì thấy Vương Đạo đã già nên cho xa đưa vào cung.
Năm 335, vua Hậu Triệu là Thạch Hổ đưa quân xâm chiếm Lịch Dương, Vương Đạo xin triều đình cho mình đưa quân chống đỡ, được phong làm Đại tư mã, Hoàng việt, Đô đốc trung ngoại chư quân sự và cử người giữ chức Tả hữu trưởng sự và tư mã đi theo ông. Về sau quân Hậu Triệu rút lui, Vương Đạo bị mất chức Tư đồ, nhưng được đổi làm Trung ngoại đại đô đốc, Thái phó, sau đó ông chính thức được bổ làm Thừa tướng vào năm 338.

## Qua đời
Năm 338, vợ Vương Đạo là Tào thị qua đời. Lúc còn sống, Tào thị hay ghen tuông, không cho Vương Đạo nạp thiếp. Vương Đạo lại sợ vợ, vì thế làm một nơi riêng để chơi đùa với bọn tì thiếp và sinh được con. Có lần Tào thị phát hiện bèn giận dữ, dẫn hơn 20 nô bộc đi tới đánh ghen. Vương Đạo lo sợ cho mấy người thiếp bị nhục, bèn đem xe ngựa cùng bọn thiếp bỏ trốn thật nhanh trước khi Tào thị tới. Tư đồ Thái Mô biết việc ấy, chế nhạo rằng: Triều đình muốn ban cho ông cửu tích. Vương Đạo ban đầu không biết ý, nên lấy lẽ khiêm nhường từ chối. Sau ông biết được Thái Mô chế nhạo mình, bèn giả cách bào chữa rằng mình cùng với người hiền đi chơi.
Dữu Lượng tuy rời khỏi kinh đô nhưng do là cữu cữu của Thành Đế, vẫn là ngoại thích có thế lực lớn, luôn cùng Vương Đạo tranh giành quyền lực suốt hơn 10 năm. Trong thời gian Vương Đạo nắm quyền trong triều, ông chỉ lo việc giữ miền nam, không để ý đến việc giành lại Trung Nguyên vốn bị Ngũ Hồ xâm chiếm, với phương châm: Cứ bình tĩnh, mọi việc rồi sẽ yên và phản đối hầu hết các kế hoạch bắc phạt.
Năm 339, Vương Đạo qua đời, thọ 64 tuổi. Thành Đế thương xót, ở triều đường cử ai ba ngày, phàm việc làm tang cho ông rất long trọng theo đúng nghi lễ của Bác Lục hầu Hoắc Quang đời nhà Hán và An Bình Hiếu vương Tư Mã Phu (em trai Tấn Tuyên Đế), được ban thụy là Thủy Hưng Văn Hiến công. Tính từ lúc đi theo Tư Mã Duệ năm 306 đến khi mất, ông hoạt động trên chính trường hơn 30 năm.

## Đánh giá
Người đương thời thường đánh giá tích cực về Vương Đạo. Dưới đây là một số nhận xét về ông
- Tấn Nguyên Đế: Ông là Tiêu Hà của ta.
- Hoàn Di: Được thấy Quản Di Ngô, không còn lo buồn nữa.

## Gia đình
- Cha: Vương Tài
- Mẹ: Không rõ
- Thê thiếp: Tào Thục, người quận Bành Thành, con gái Tào Thiều
- Anh em trai
  - Vương Dĩnh, chết sớm
  - Vương Xưởng, chết sớm
- Con cái
  - Vương Duyệt, làm quan tới chức Trung thư thị lang
  - Vương Điềm (314 - 349), theo nghiệp võ, làm quan đến chức Hậu tướng quân, sau được ban cho tước vị Tức Khâu tử của Vương Đạo từng mang
  - Vương Hợp (323 - 358), quan tới chức Trung thư lệnh
  - Vương Hiệp, thừa kế tước Vũ Cương hầu, chết sớm
  - Vương Thiệu, làm quan tới chức Lại bộ thượng thư, Thượng thư bộc xạ, Trung lĩnh quân
  - Vương Cái, làm quan đến chức Trấn quân tướng quân, Tán kị thường thị
- Cháu
  - Vương Côn
  - Vương Mân, làm quan tới chức Trung thư lệnh
  - Vương Mật (360 - 408), làm quan tới chức Trung thư lệnh, Tán kị thường thị, Thái bảo
- Vương Mục, làm quan đến chức thái thú Lâm Hải
  - Vương Mặc, làm quan tới chức Ngô quốc nội sử.
  - Vương Khôi, làm quan tới chức Hữu Vệ tướng quân.
- Tộc nhân nổi tiếng
  - Vương Đôn
  - Vương Hi Chi